# Norman Ingram Hendey
Norman Ingram Hendey (Lyndhurst, 31 de janeiro de 1903 – 30 de agosto de 2004) foi um botânico britânico.

## Biografia
Depois de estudar na Southampton University College (agora Southampton University), Hendey tornou-se farmacêutico. Em 1921, ele começou a frequentar a Southampton Natural History Society, onde assistiu a uma apresentação sobre diatomáceas. Hendey então se apaixonou pela forma geométrica e pela complexidade desses organismos. Depois de ler A Treatise on the Diatomaceae, de Henri Ferdinand Van Heurck (1838-1909), ele comprou um microscópio de segunda mão e começou a estudar as diatomáceas.
Ele adquiriu uma reputação real neste campo. Stanley Wells Kemp (1882-1945) confiou-lhe o estudo de espécimes de plâncton coletados durante a expedição Discovery nos mares do sul. Durante a Segunda Guerra Mundial, Hendey ingressou no Serviço de Inteligência da Marinha Britânica.
Hendey se interessa depois da guerra, sempre em nome do almirantado, nas causas da deterioração de certos componentes do material. Mostra que o desenvolvimento de um fungo, o Cladosporium resinae, provoca corrosão em tanques contendo óleo combustível em navios. Também mostra que outro fungo, o Myxotrichum deflexum, ataca a madeira dos botes salva-vidas. A pedido do Departamento de Agricultura e Pescas britânico, em 1964 , ele publicou um estudo sobre diatomáceas marinhas nas Ilhas Britânicas. Hendey também está interessado no uso de diatomáceas na medicina legal. Ele se aposentou em 1968 mas continua a estudar esses organismos até seu centésimo aniversário.

Ele é membro de muitas sociedades eruditas e descreve mais de uma centena de novos táxons. Onze organizações receberam seu nome.